# 康全寺
康全寺（こうぜんじ）は、愛知県西尾市満全町36にある曹洞宗の寺院。山号は西尾山。三河三十三観音第31番札所。

## 歴史

### 創建
承久3年（1221年）に足利義氏が西条城（後の西尾城）を築くと、足利義氏は城内に御剱八幡宮を祀り、天台宗僧侶を別当とする六坊を建てた。やがて浄土真宗に帰依する僧侶や寺院が多くなったため、八幡六坊は衰退していった。
御剱八幡宮を護持していた八幡六坊のうち、神宮寺釈迦堂と金剛王院大日堂が康全寺の前身とされる。応永5年（1398年）、瑞泉寺3世の却外乗空禅師がこの2寺を再興すると、吉良満貞は却外乗空禅師に帰依して堂宇を建立し、吉良山満全寺と名付けた。

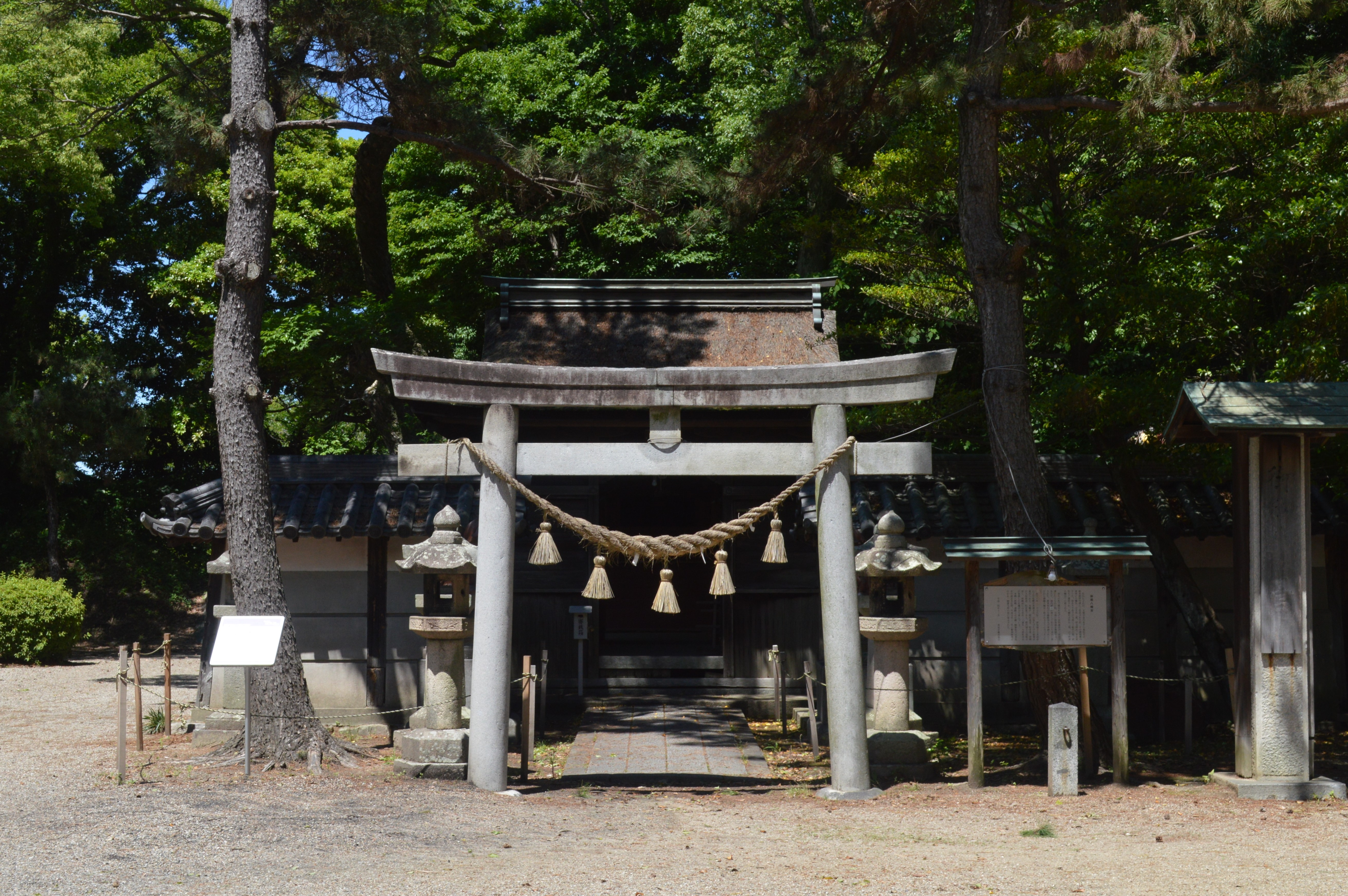
御剱八幡宮

### 戦国時代
天正7年（1579年）8月、徳川家康が郷村巡検で西尾を訪れた際に満全寺に宿泊したことで、家康から一字を賜って西尾山康全寺に改称した。移転の時期には諸説あるが、天正13年（1585年）に西尾城が改築された際までには城内から現在地に移転した。代々の西尾城主からの崇敬を受けて鎮城の禅寺となった。

### 江戸時代
寛政3年（1791年）の絵図には曹洞宗中型寺院の七堂伽藍が描かれている。享和2年（1802年）、堂宮大工の榎本九左衛門寛敬を棟梁として本堂が再建された。榎本九左衛門寛敬は幡豆郡において普元寺（西尾市一色町）なども建てている。西尾市においては長圓寺と並んで曹洞宗の中型法堂型本堂の典型とされる。

### 近年の動向
2019年（令和元年）11月には道路に面した堂で地蔵の前掛けや座布団が焦げるボヤがあった。2020年（令和2年）4月にはこの堂が不審火で全焼する火災があった。

## 境内
- 本堂
- 山門

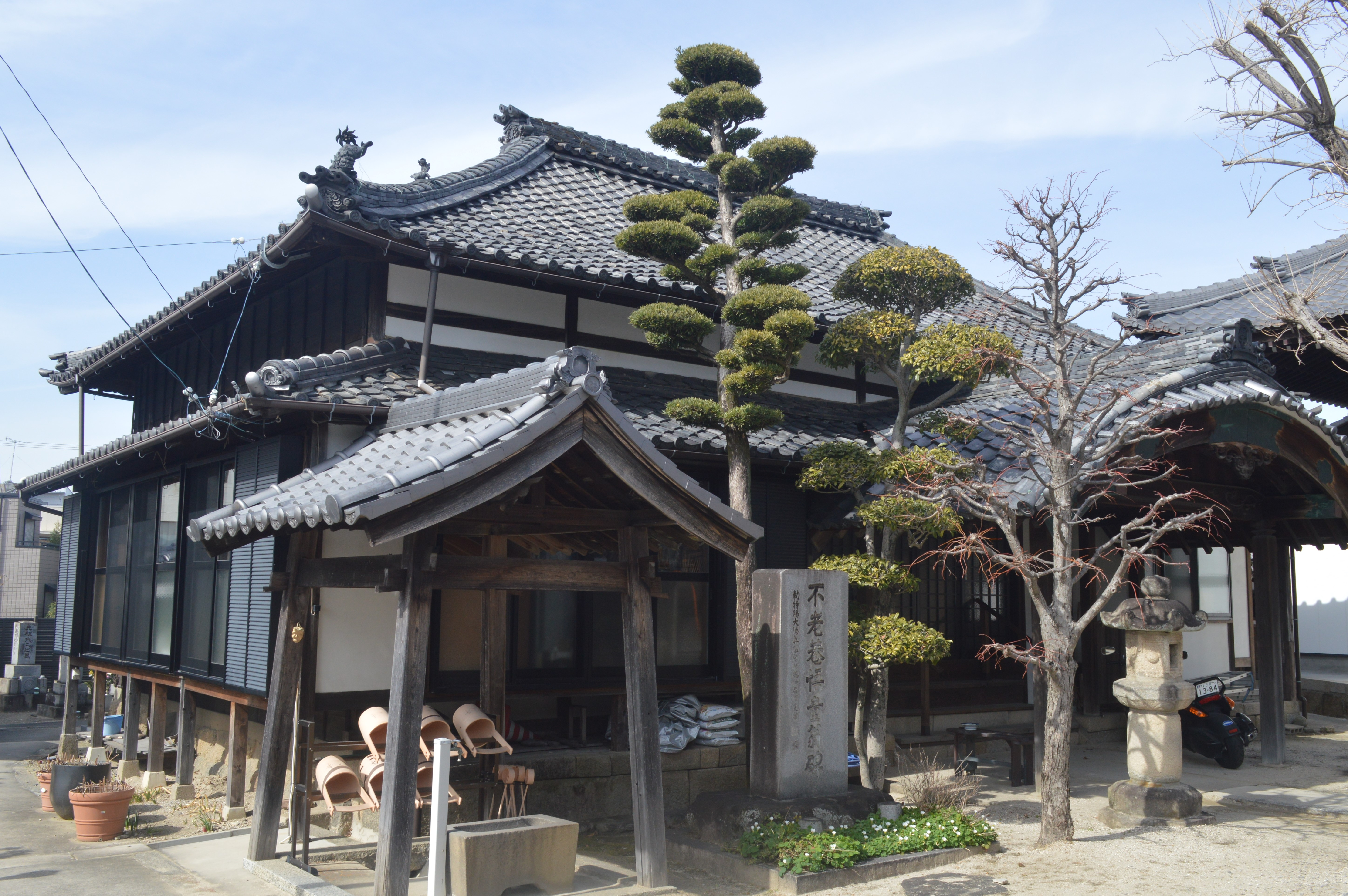
禅堂（旧西尾郷学校）

- 雲林庵 - 書院に付属する4畳半の茶室[3]。文久2年（1862年）に碧海郡大浜村（現・碧南市）から移築された[3]。
- 禅堂 - 本堂の左手にある建物であり、むくり屋根を載せた玄関が付く[1]。むくり屋根の鬼瓦には「学」の字が刻まれている[3]。1882年（明治15年）に本町にあった西尾郷学校の玄関を移築したとされ、1891年（明治24年）から1900年（明治33年）まで、この建物は西尾幼稚園（愛知県3番目の幼稚園[3]）として利用された[1]。須田町の辻利八が園主を務め、はと屋の鳥山伝平らが幹事を務めた[4]。
- 十王堂（焔魔堂） - 山門の東側にあって境内中央を向いている。室町時代の十王像と地蔵菩薩が祀られている[3]。
- 稲荷堂 - 山門の東側にあって境内中央を向いている。旧称は満全稲荷[3]。
- 大日堂 - 山門に西側にあって南面する。宝永3年（1706年）建立であり、康全寺に現存する堂宇では最も古い[1]。
- 庫裏 - 1930年（昭和5年）に宝飯郡形原町一色（現・蒲郡市）の材木屋の住居を移築した[1]。
- 墓地
- 西尾町道路元標

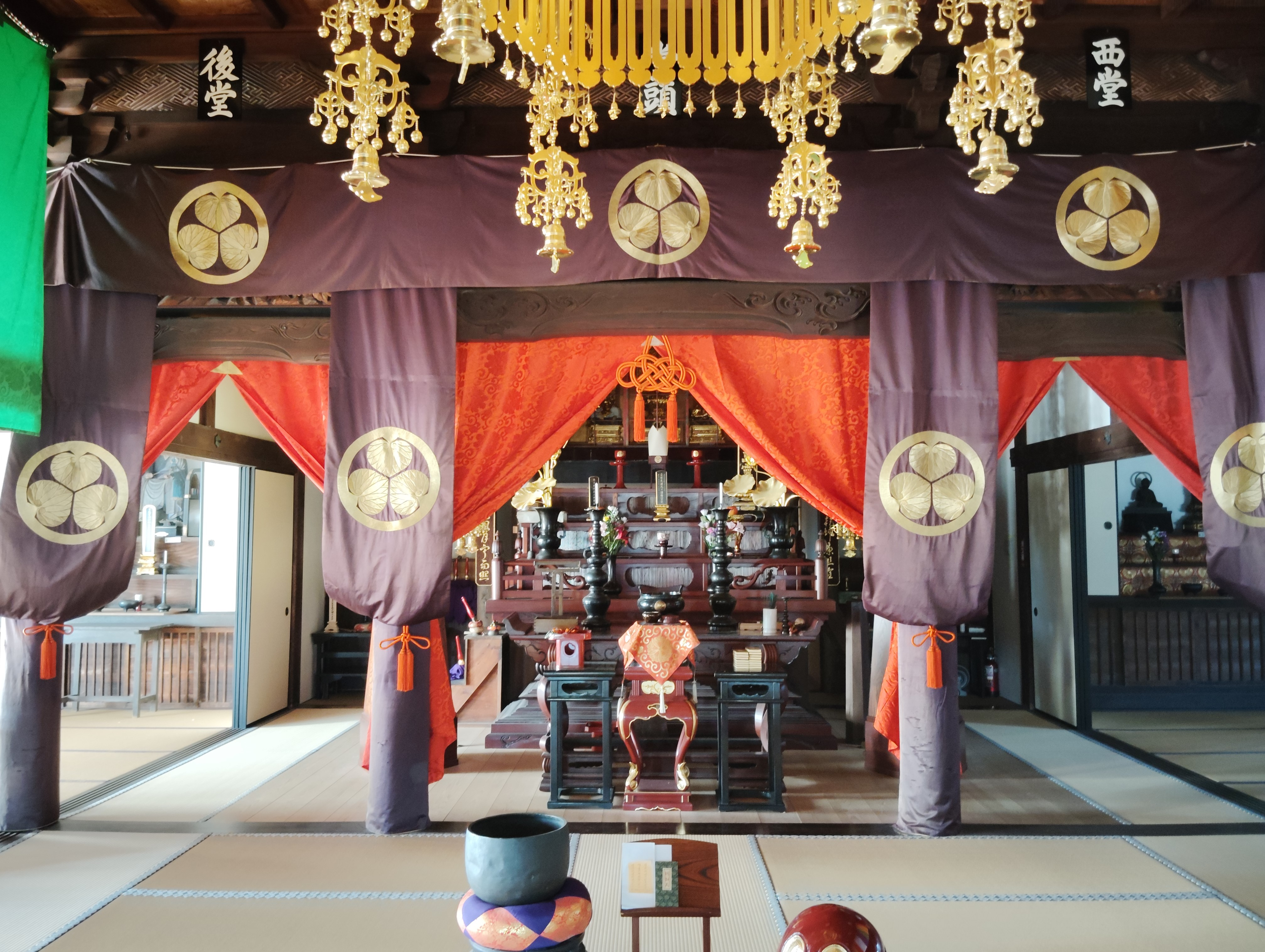
内陣
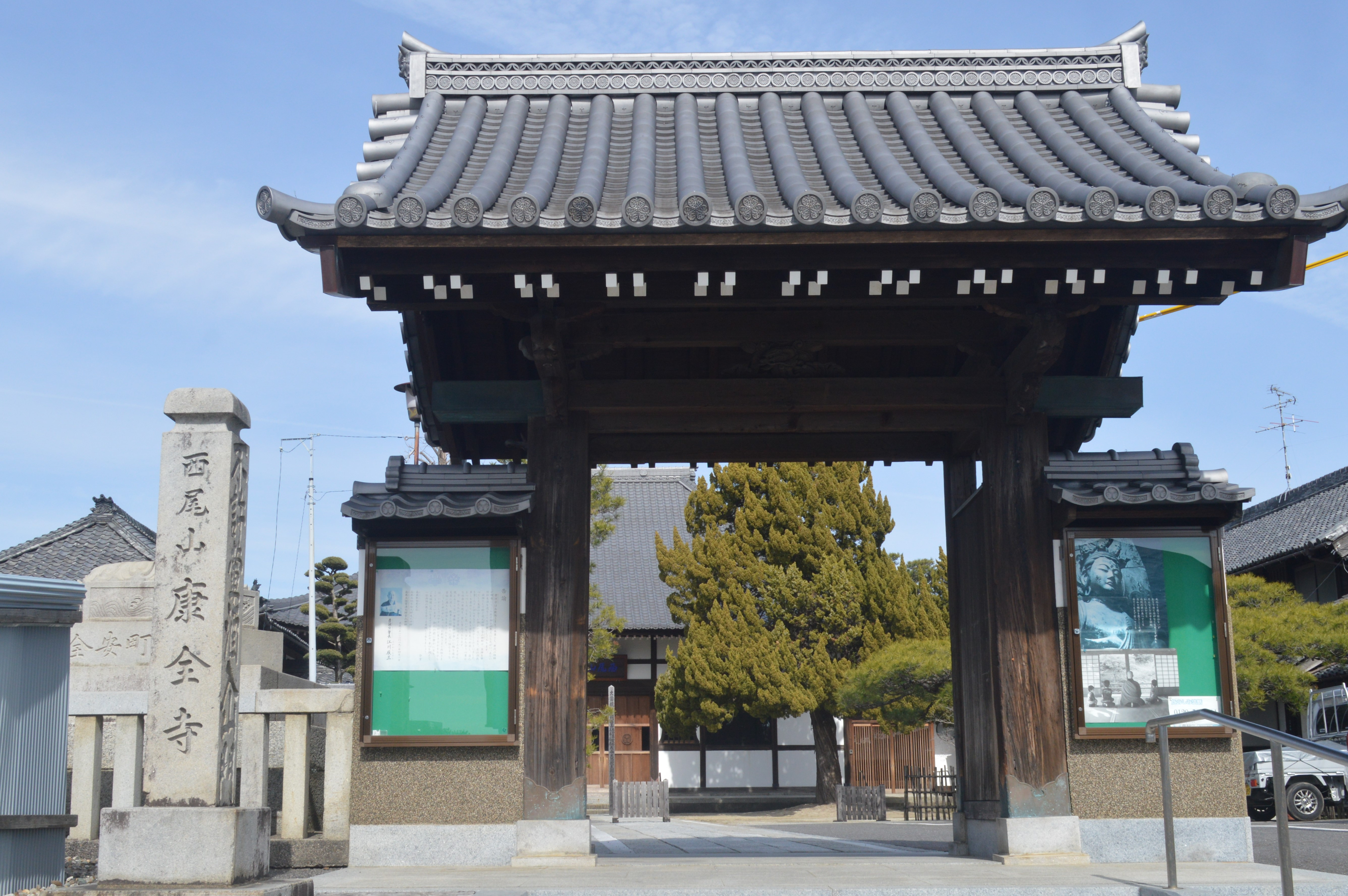
山門
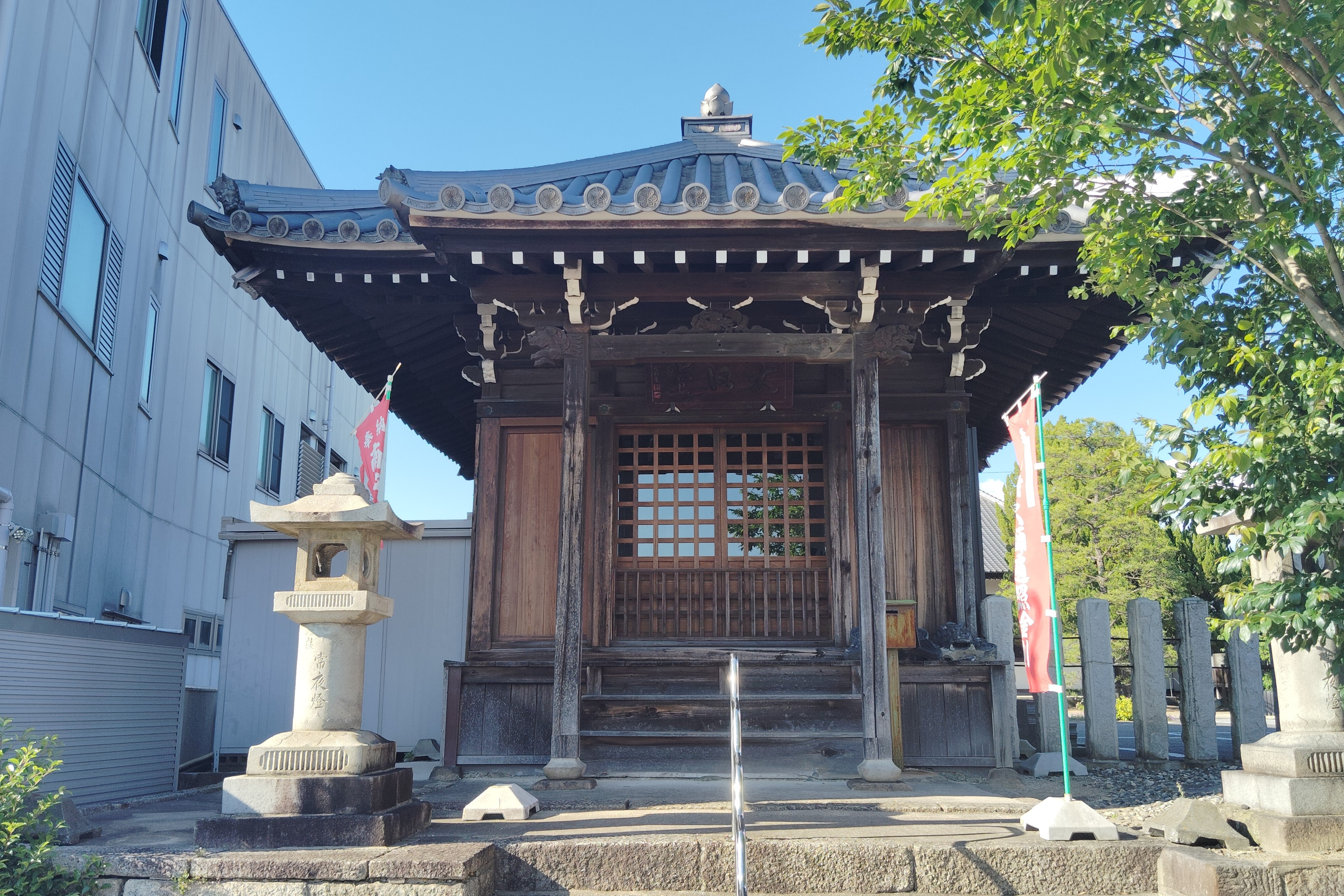
大日堂
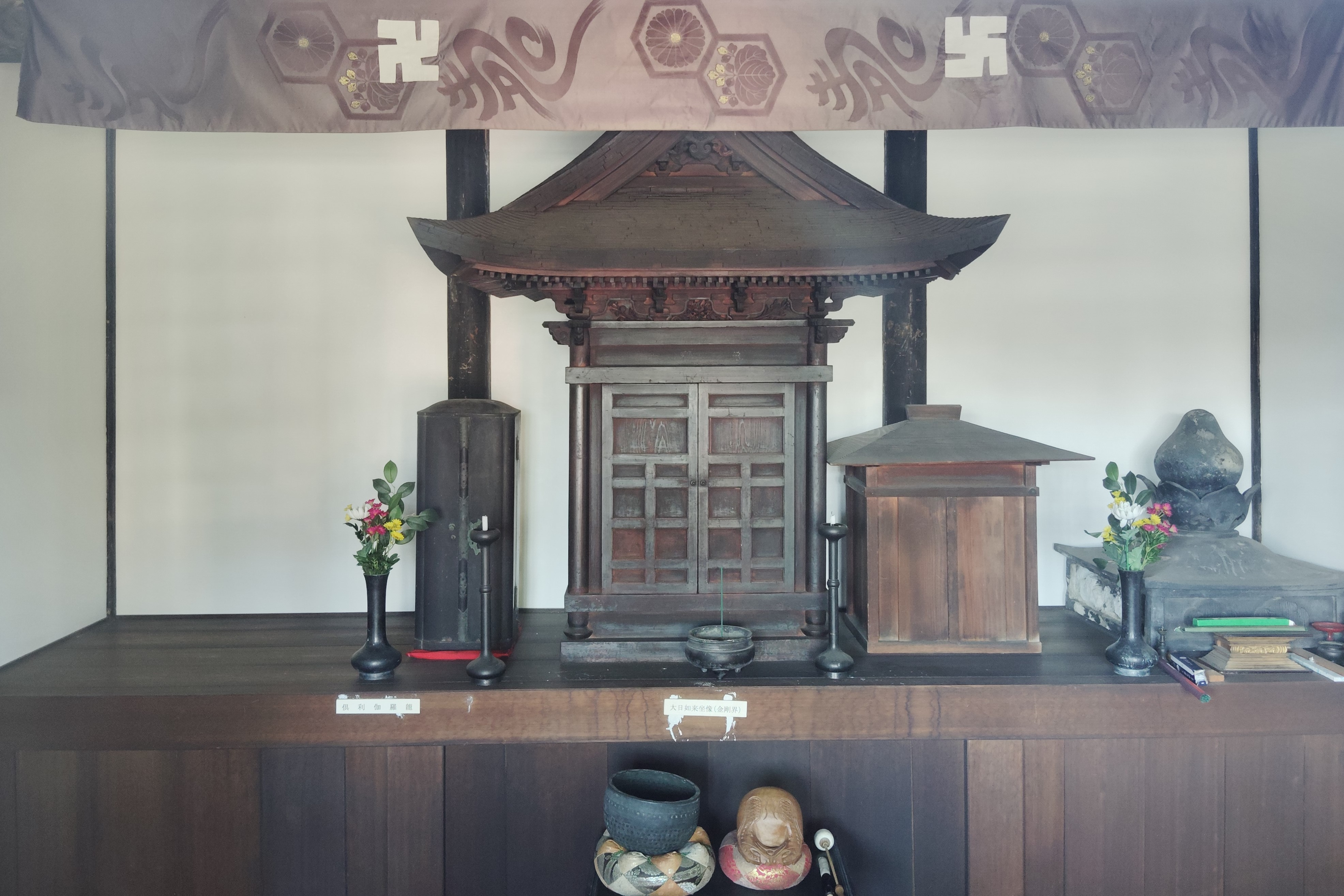
大日堂の内部
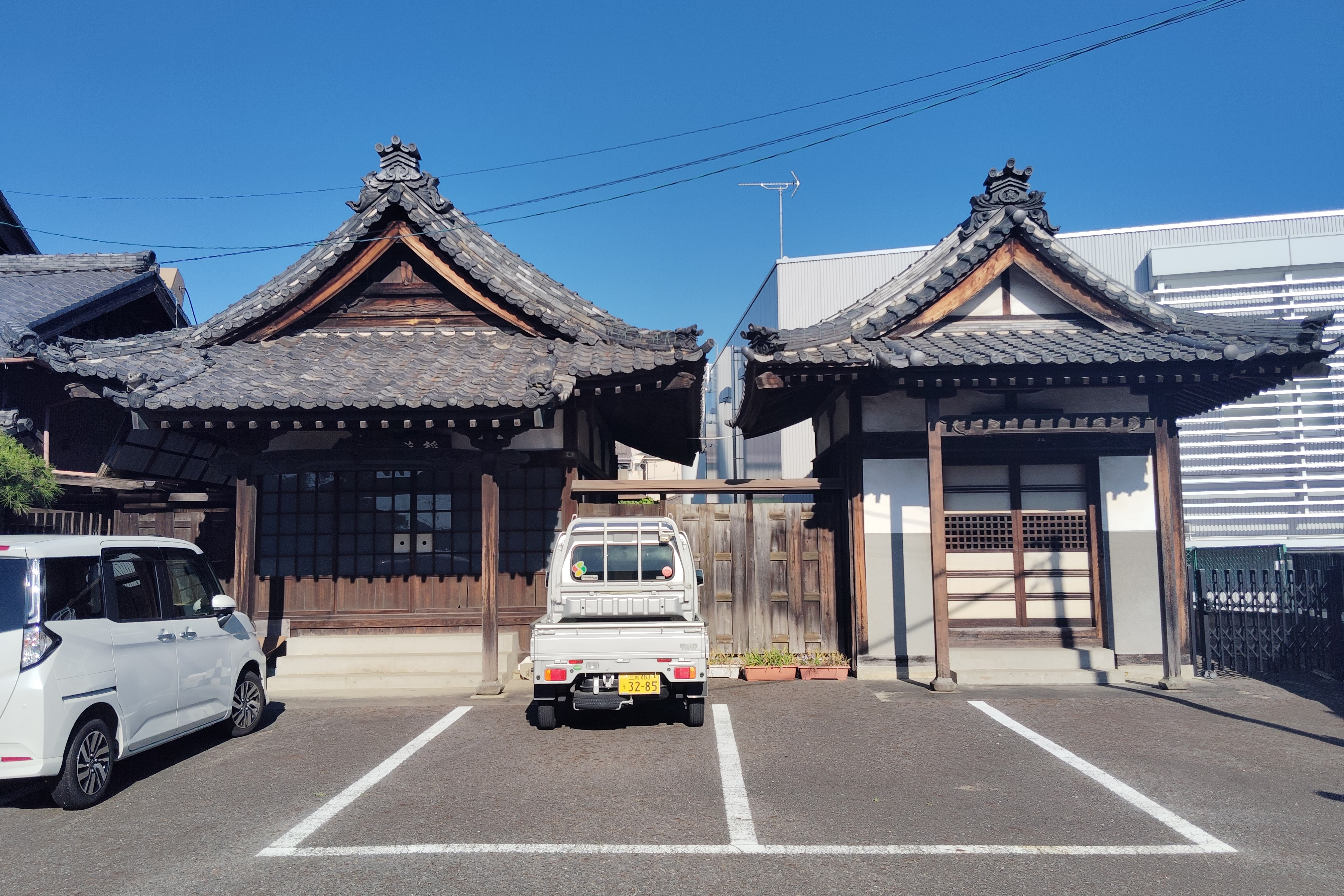
稲荷堂（左）と十王堂（右）
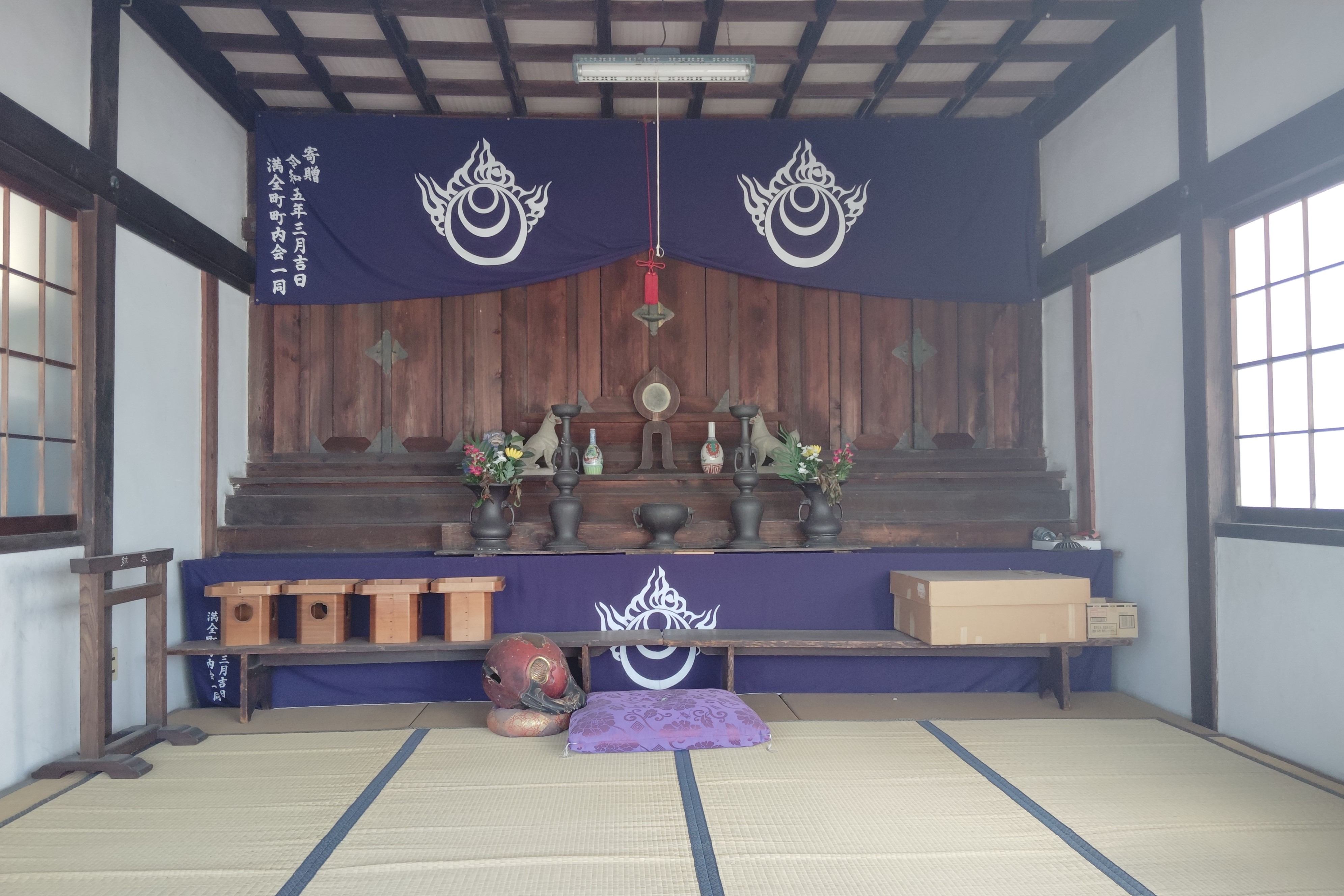
稲荷堂の内部
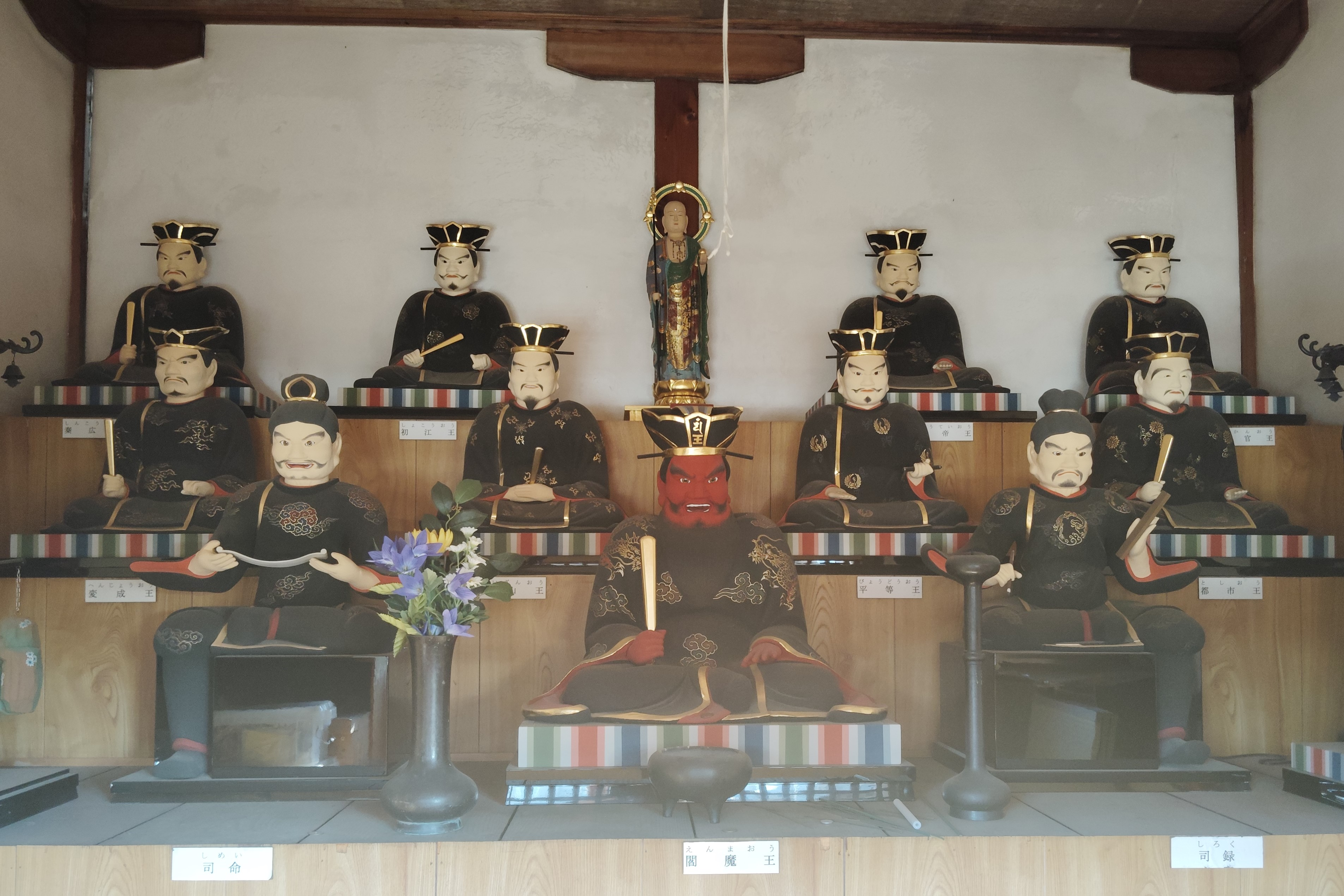
十王堂の内部
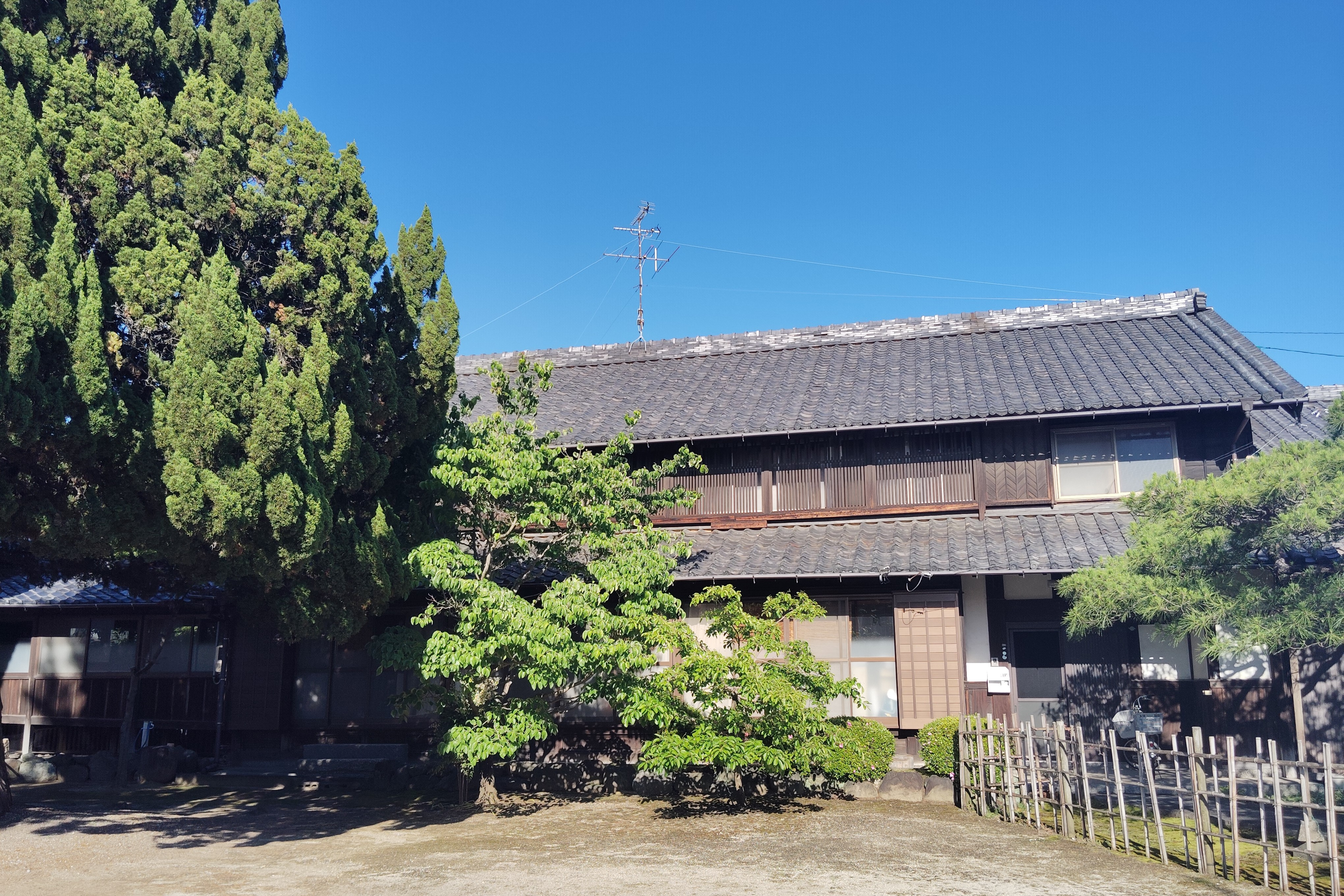
庫裏
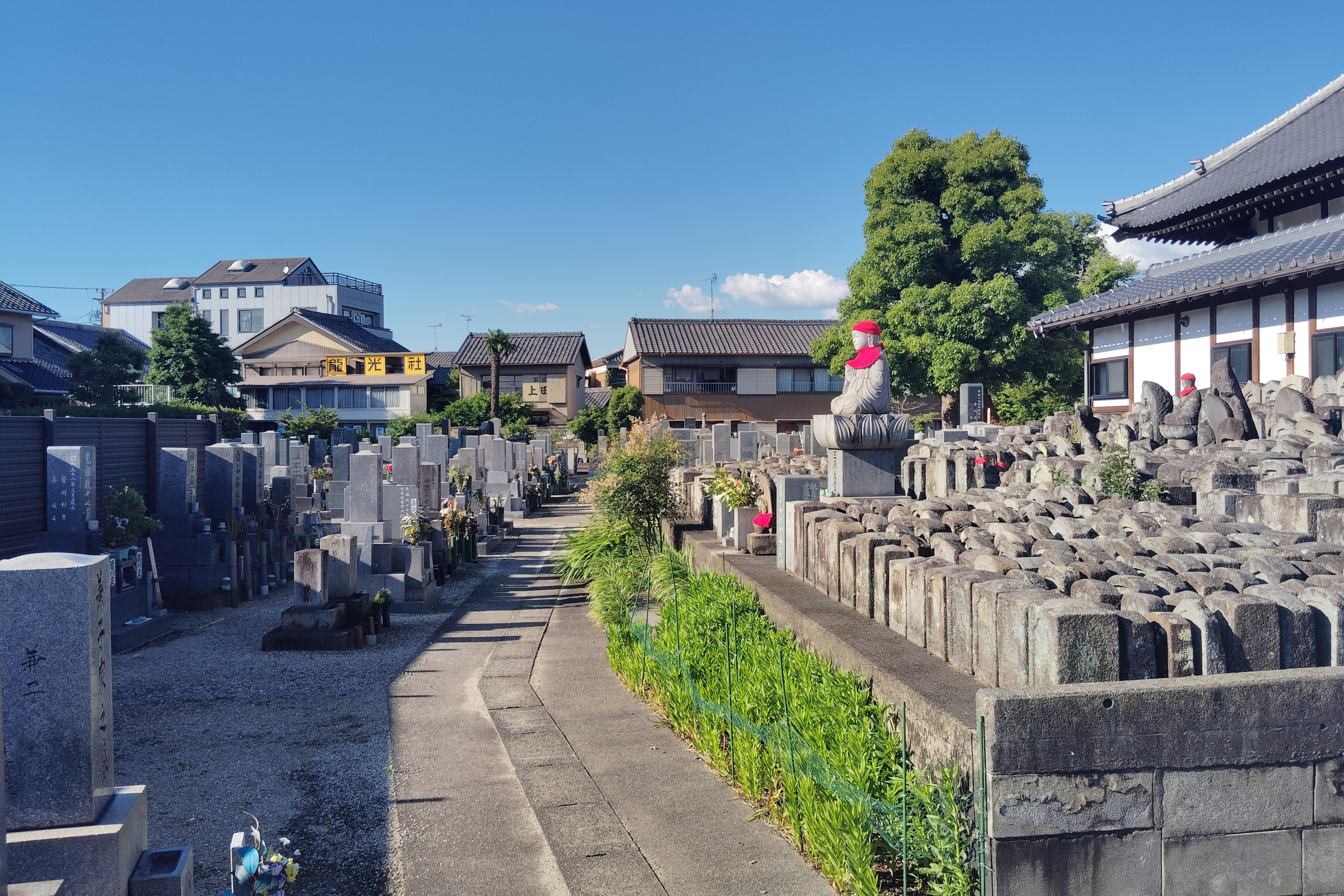
墓地
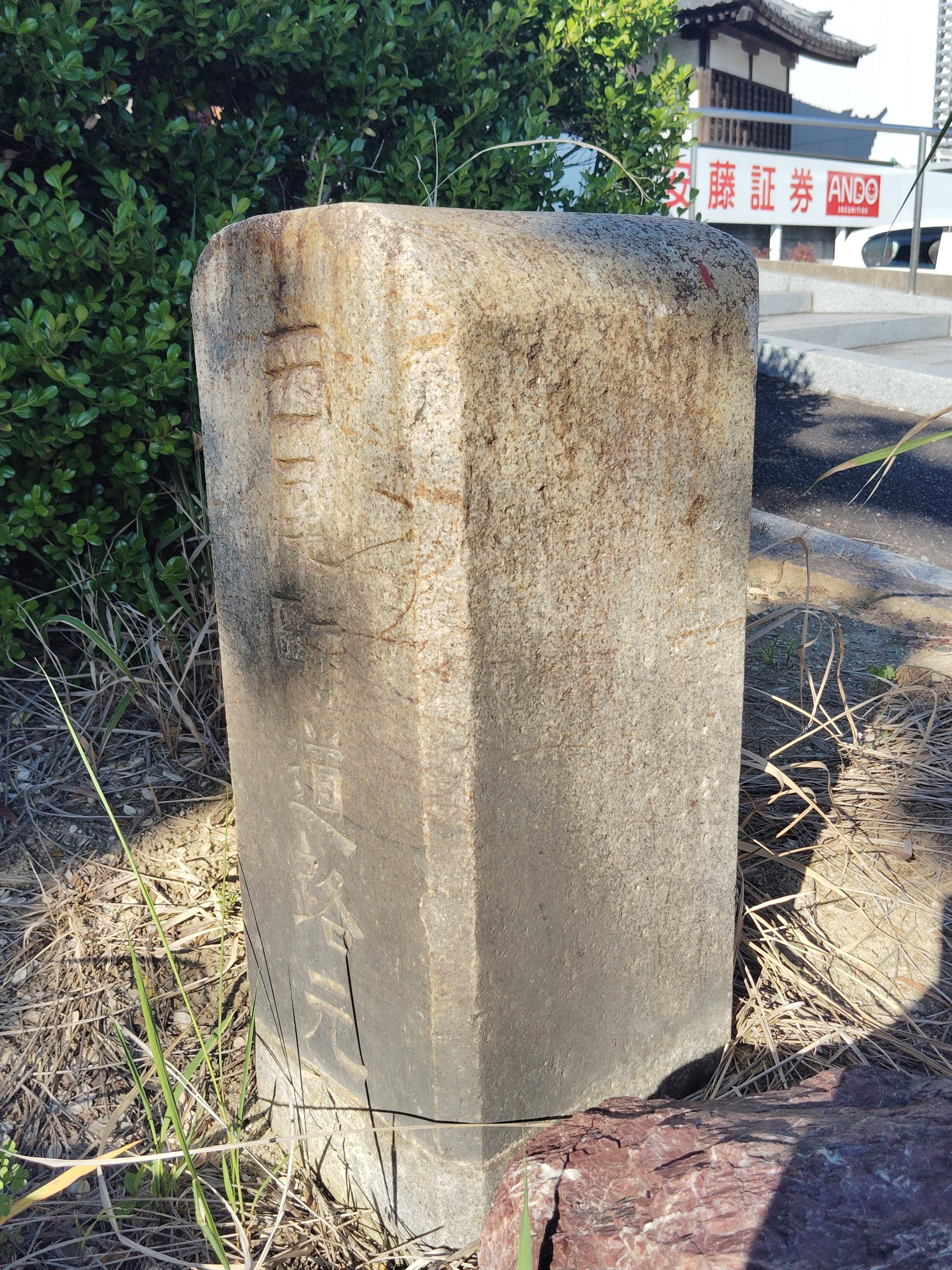
西尾町道路元標

## 文化財

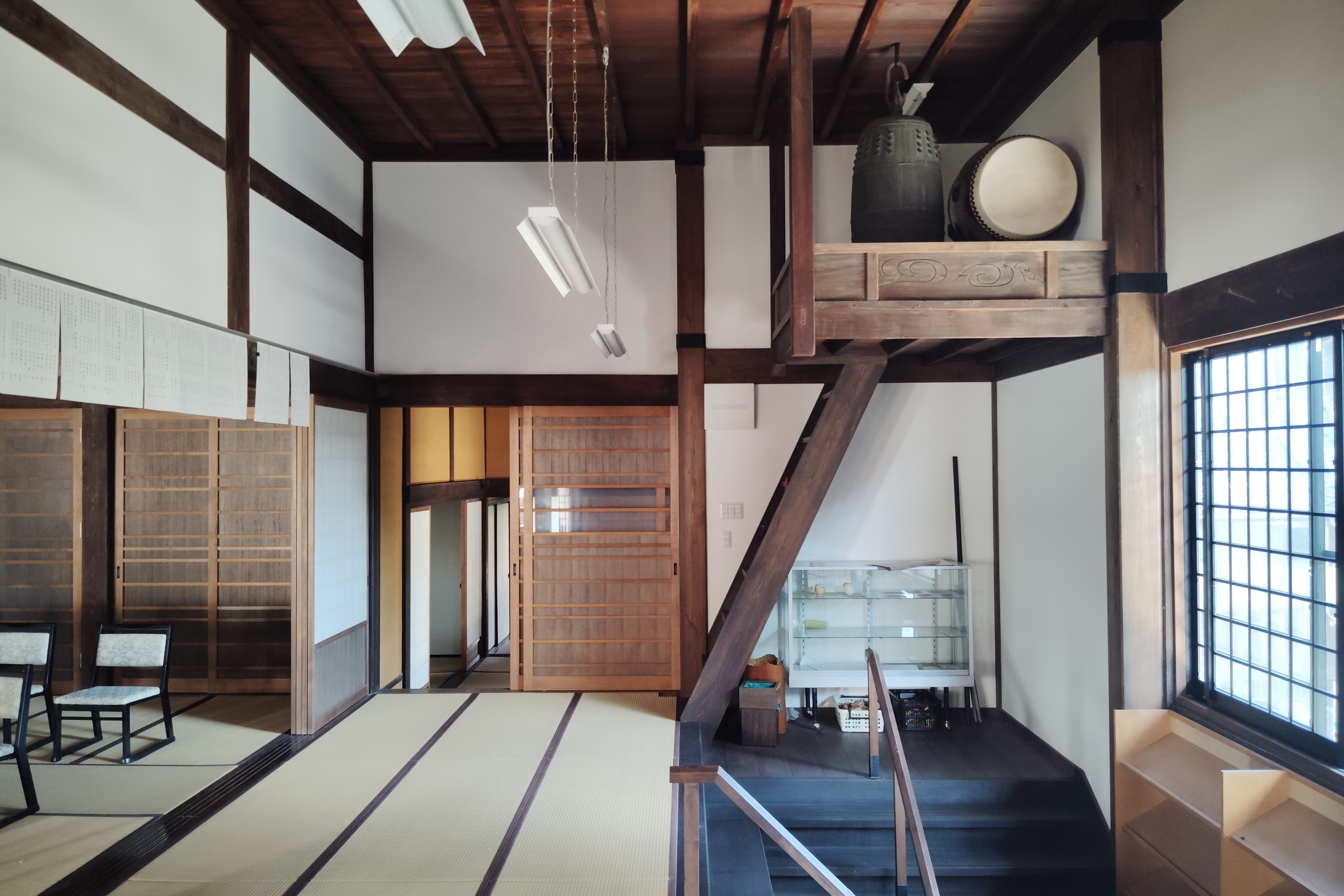
太鼓櫓の梵鐘

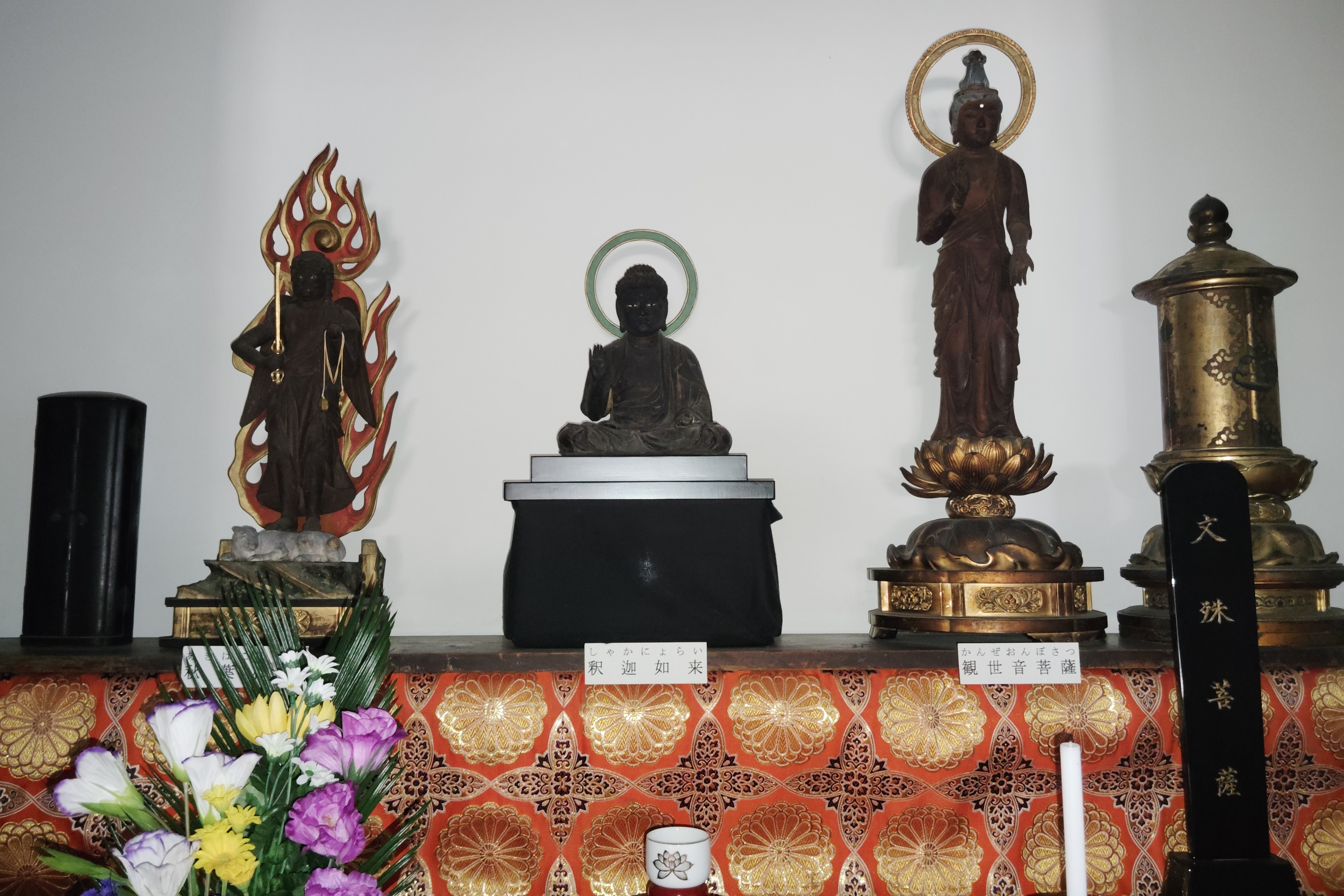
木造釈迦如来坐像

### 市指定文化財
- 康全寺の梵鐘（工芸）[6]
  - 高さ：105.0cm、竜頭高：20.5cm、口径：54.0cm。室町時代初期[7]。1957年（昭和32年）1月29日指定[6]。
  - 本堂内部の土間右隅にある太鼓櫓に設置されている[3]。もとは実相寺で用いられていた梵鐘であり、「三川州実相寺 僧堂前鐘也」という銘文があるが[3][6]、康全寺に移された経緯は定かでない[8]。
- 魚鼓（工芸）
  - 高さ：15.8cm、長さ：65.9cm、厚さ：6.1cm。安土桃山時代の天正12年（1584年）[9]。
  - 禅宗寺院の庫裏などに吊るされる木製の道具である[3]。安土桃山時代の記年銘があり、魚鼓としては古いことから基準作となる[10]。
- 木造大日如来坐像（彫刻）
  - 像高：60.2cm。平安時代。本尊[11]。
- 木造釈迦如来坐像（彫刻）
  - 像高：43cm。南北朝時代から室町時代[12]。
- 仏涅槃図（絵画）
  - 縦：151.0cm、横：127.0cm。南北朝時代[13]。
  - 西尾市最古の仏画である[3]。

## 現地情報
所在地
- 445-0826：愛知県西尾市満全町36

アクセス
- 名鉄西尾線西尾駅から徒歩